# Cavalli-Björkman
Cavalli-Björkman är en svensk släkt som härstammar från handlanden i Strömstad Magnus Björkman, född 1834 på Björke i Skee socken i Bohuslän, och hans hustru Maria Margareta Cavallius, född 1831. 
Hon tillhörde den småländska släkten Cavallin. En son till dem var provinsialläkaren i Lund Conrad Cavalli-Björkman, född 25 maj 1863 i Strömstad och gift 1893 med Sigrid Karlberg. En annan son var postmästare Fritz Cavalli-Björkman, född 27 april 1867 i Strömstad och gift 1897 med Helena Iwarsson.
Makarnas barn upptog moderns släktnamn i förkortat skick, lade det till faderns och bildade därmed släkten Cavalli-Björkman. Släktens medlemmar har därefter i flera generationer varit läkare.

## Personer med efternamnet Cavalli-Björkman
- Görel Cavalli-Björkman, född Thunholm (född 1941), konsthistoriker
- Hans Cavalli-Björkman (1928-2020), bankman
- Gunnel Cavalli-Björkman (1936-2018), kurator, kommunalråd
- Inga Cavalli-Björkman (1895–1989), psykiater
- Åsa Cavalli-Björkman (född 1967), konstvetare och museichef